# Heterothele honesta
Heterothele honesta là một loài nhện trong họ Theraphosidae.
Loài này thuộc chi Heterothele. Heterothele honesta được Ferdinand Karsch miêu tả năm 1879.